# كلية طب الأسنان (جامعة أسوان)
كلية طب الأسنان جامعة أسوان هي كلية حكومية مصرية تختص بتدريس علوم الفم والأسنان.

## النشأة
وافق المجلس الأعلى للجامعات يوم الإثنين17 يوليو 2017 على إنشاء كلية طب الأسنان بجامعة أسوان، بداية من العام الدراسي بعد المقبل، لتكون بذلك جامعة أسوان ثان جامعات جنوب الوادي التي يتم بها إنشاء كلية طب الأسنان بعد جامعة قنا، والرابعة في صعيد مصر بعد المنيا وأسيوط.
كلية طب الأسنان مقرها بالحرم الجامعي بمدينة أسوان الجديدة وتضم 12 قسم ما بين أكاديمي واكلينكي علي أن  تكون مدة الدراسة بالكلية 5 سنوات وسنة امتياز.
تفقدت يوم 22 سبتمبر 2020، لجنة قطاع طب الأسنان بالمجلس الأعلي للجامعات كلية طب الأسنان بالحرم الجامعي بمدينة أسوان الجديدة للوقوف علي إمكانيات كلية طب الأسنان جامعة أسوان البشرية والانشاءية والفنية والمادية تمهيدا لبدء الدراسة بكلية طب الأسنان جامعة أسوان.

## سنوات الدراسة
مدة الدراسة بالكلية هي ست سنوات، خمس سنوات أساسية وسنة امتياز وتعتبر سنة الامتياز سنة أساسية مكملة للدراسة ولا يحصل الخريج على شهادة التخرج إلا بعد أن يستوفي قضاء تلك السنة في التدريب في الجامعة والمستشفيات التابعة لوزارة الصحة.